# Nelson Chelle
Nelson Rubens Chelle Naddeo, (nacido el 18 de mayo de 1931 en Paysandú, Uruguay y fallecido el 17 de diciembre de 2001) fue un jugador de baloncesto uruguayo. Fue medalla de bronce con Uruguay en los Juegos Olímpicos de Melbourne 1956.